# Jan Forster

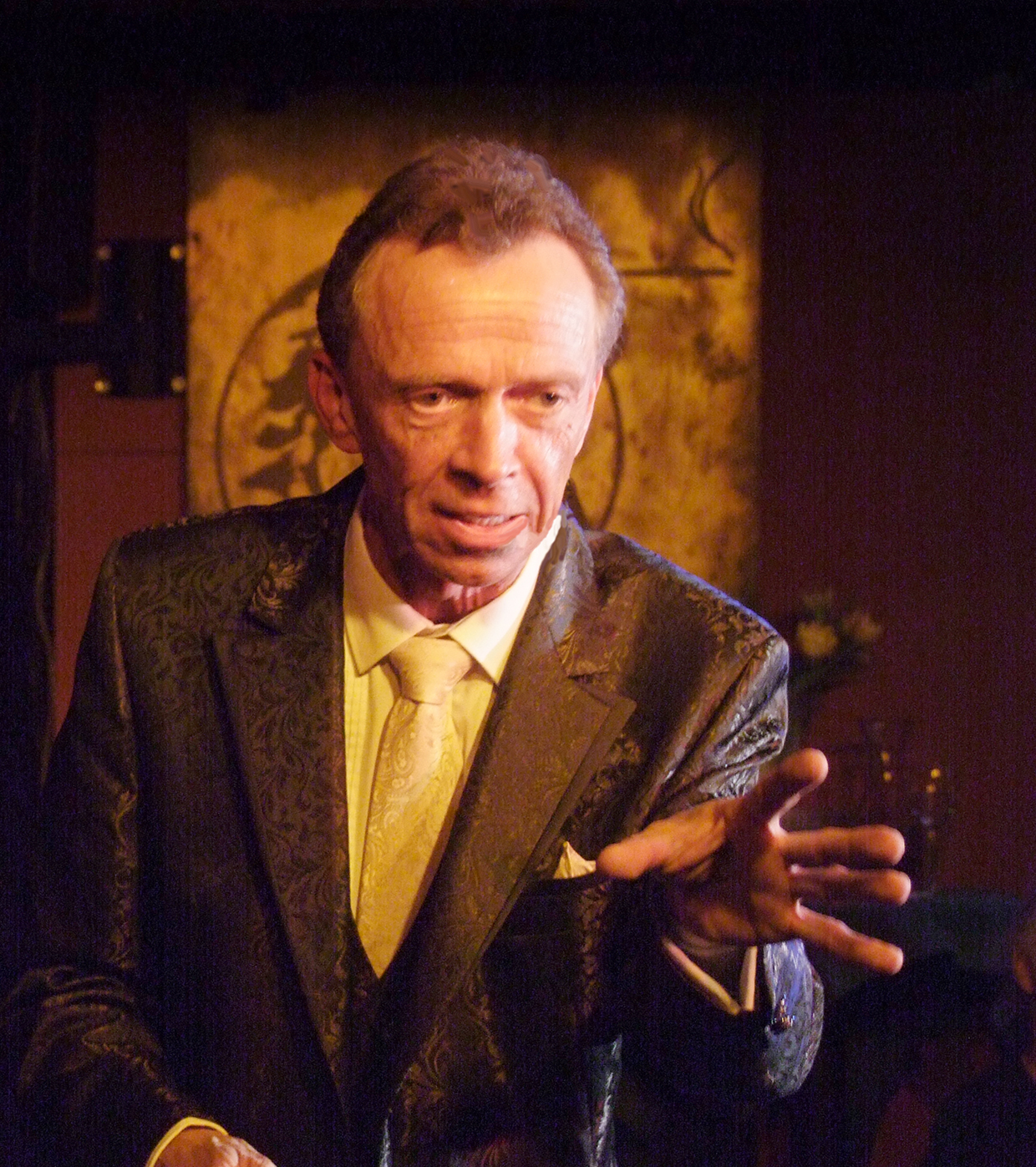
Jan Forster

Jan Forster (* 19. November 1958) ist ein deutscher Zauberkünstler und Mentalist. 

## Leben
Nach dem Ersten Staatsexamen für das Lehramt am Gymnasium in Latein und Griechisch begann er 1983 seine Karriere als Zauberkünstler. Zusammen mit seinen Mentoren Joe Nex und Henk Vermeyden hat er die Manipulationsnummer „Smoker‘s Dream“ entwickelt, mit der er bei verschiedenen Wettbewerben erste Plätze gewann. Mit dieser Darbietung wurde er europaweit in den führenden Varietéhäusern und auf Kreuzfahrtschiffen engagiert. Neben seiner Manipulationsnummer spielte er auch abendfüllende Shows in Theatern.
Seit dem Jahr 2000 tritt er ausschließlich als Mentalist auf. Neben seinem 120-minütigen Programm „Mit allen Sinnen“ ist er auch ein gefragter Seminarleiter für Fortbildungsveranstaltungen von Kollegen im deutsch- und englischsprachigen Raum. Als Autor hat er mehrere Bücher, Lehr-DVDs und Online-Seminare verfasst.

## Auszeichnungen
- Grand Prix, Prag, 1981
- Tarocco D’Oro, Bologna, 1983
- Vorentscheidung  Deutsche Meisterschaft, 1983 Hamburg, 1. Platz Manipulation
- Deutsche Meisterschaften der Zauberkunst 1984, Osnabrück, 1. Platz Manipulation
- Merlin, Wien, 1991[2]

## Veröffentlichungen

### Deutsch
- Mental Angehaucht, 2009, Göttingen[3]
- Noch Mehr Mental Angehauchtes, 2010, Göttingen
- Mental Angehauchtes Zum Dritten, 2011, Göttingen
- Extrem Mental Angehaucht, 2012, Göttingen
- Final Mental Angehaucht, 2014, Göttingen
- M & M  Magisches & Mentales 1, 2015, Göttingen
- Unerwartet Mental Angehaucht, 2016, Göttingen
- M & M – Magisches & Mentales 2, 2017, Göttingen
- Siebenmal Mental Angehaucht, 2018, Göttingen

### Englisch
- Regards from Europe, 2011, Göttingen
- Personal Regards, 2014, Göttingen
- Back to School, 2017, Göttingen

### DVD
- Bewegt & Mental Angehaucht Vol 1, Doppel DVD, 2013
- Bewegt & Mental Angehaucht Vol. 2, Doppel DVD, 2013

### Online
- Penguin Magic Live Lecture 1 (USA), 2016[4]
- Penguin Magic Live Act Lecture 2 (USA), 2018[5]
- Mystery Arts Podcast mit Jan Forster, 2019[6]

## Mitgliedschaften
- Magischer Zirkel von Deutschland – MZvD (Deutschland)[7]
- Society of European Mentalists (Deutschland)
- Psychic Entertainers Association (USA)[8]